# Per Lindberg
Pour les articles homonymes, voir Lindberg.
Per Lindberg, né le 5 mars 1890 à Stockholm et mort le 7 février 1944 dans la même ville, est un réalisateur, scénariste et monteur suédois.

## Filmographie

### Réalisateur
- 1923 : Anna-Clara och hennes bröder (sv)
- 1923 : Norrtullsligan (sv)
- 1939 : Gubben kommer (sv)
- 1939 : Gläd dig i din ungdom (sv)
- 1940 : Stål (sv)
- 1940 : Quand la chair est faible (Juninatten)
- 1940 : Hans Nåds testamente (sv)
- 1941 : I paradis... (sv)
- 1941 : Det sägs på stan (sv)

### Scénariste
- 1939 : Gubben kommer (sv)
- 1939 : Gläd dig i din ungdom (sv)
- 1940 : Quand la chair est faible (Juninatten)
- 1941 : I paradis... (sv)
- 1941 : Det sägs på stan (sv)